# 蒂費湖
蒂費湖（德語：Tiefer See），是德國勃蘭登堡州波茨坦的湖泊，面積0.58平方公里，平均水深4.7米，最大水深16米，湖水來自哈弗爾河。

## 地理
蒂费湖位于勃兰登堡州波茨坦市中心东侧，湖泊西北方向为柏林郊区，东南方向为巴伯尔斯贝格公园。哈弗尔河从湖中穿过。湖泊西岸还有船工小巷，为文化和企业区域，汉斯·奥托剧院位于此处。